# Muzo
Muzo è un comune della Colombia facente parte del dipartimento di Boyacá.
Il centro abitato venne fondato da Luis Lancheros nel 1559.

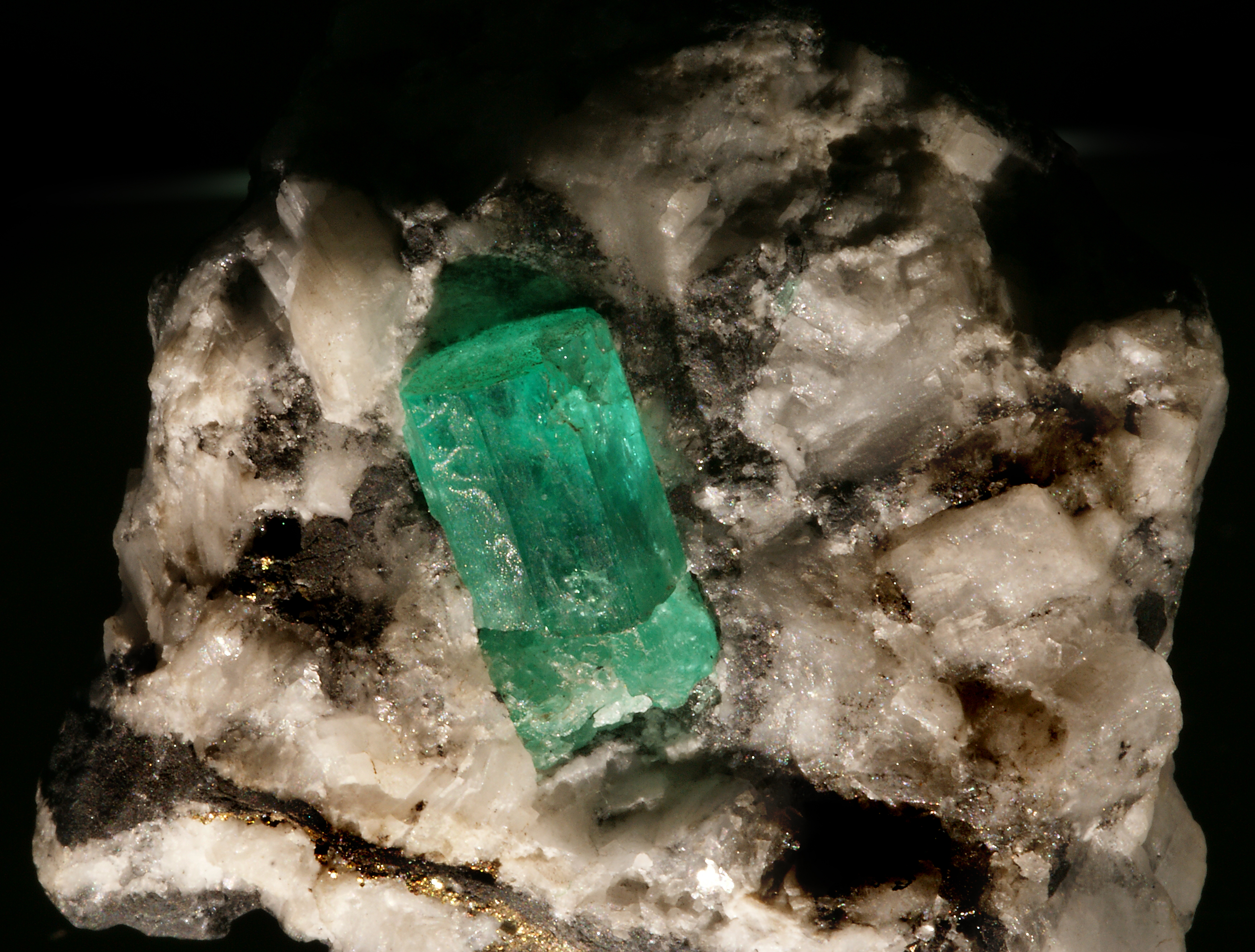
Cristallo di smeraldo nella sua matrice, miniera di Muzo